# Paul Sanchez est revenu!
Paul Sanchez est revenu! je francouzský hraný film. Jde o čtvrtý celovečerní snímek režisérky Patricie Mazuyové. Snímek sleduje zločince Paula Sancheze, jehož roli ztvární Laurent Lafitte. Druhou hlavní roli hraje Zita Hanrot. Dále se v něm představili například Idir Chender, Philippe Girard a Anthony Paliotti. Spolu s Mazuyovou je autorem scénáře k filmu Yves Thomas, který s ní spolupracoval již na snímku Saint-Cyr (2000).
Premiéra filmu proběhla 18 července 2018 ve Francii.

## Obsazení
| Laurent Lafitte      | Paul Sanchez / Didier Gérard |
| Zita Hanrot          | Marion                       |
| Idir Chender         | Yohann Poulain               |
| Philippe Girard      | velitel                      |
| Anthony Paliotti     | Gaspard                      |
| Anne-Lise Heimburger | Elsa Gérard                  |

## Produkce

### Natáčení
Natáčení filmu bylo zahájeno 8. února 2017. Natáčení probíhalo v obcích La Motte a Roquebrune-sur-Argens a skončilo 31. března 2017.

### Hudba
Originální hudbu k filmu složil velšský hudebník a skladatel John Cale, který s režisérkou spolupracoval již na filmech Saint-Cyr (2000) a Sport de filles (2011). Podle prvotních informací mělo jít o směs provensálské hudby, avšak v Caleově vlastním stylu. Režisérka později řekla, že původně pro film chtěla vytvořit jazzovou hudbu, a tak se Calea bála oslovit, neboť si myslela, že neví nic o swingu, duši a provensálské hudbě. Později se však dostala na jeho vystoupení, kde jej doprovázel sbor gospelových zpěváků, a rozhodla se ke složení hudby opět využít jeho služeb. Nakonec uvedla, že práce s Calem, který neumí francouzsky a neměl k dispozici překlad scénáře, byla těžká – strávili šest měsíců rozprav mezi ní (Mazuy), stříhačkou Mathilde Muyard a Calem. Mazuy také uvedla, že Caleovi pro inspiraci poslala nahrávky Ennia Morriconeho a Nina Roty, stejně jako osm hodin provensálské hudby. První část filmu obsahuje minimum hudby, naopak další část je hudby plná.

### Vydání
Jeho uvedení bylo původně plánováno na 23. květen roku 2018. Později však bylo odloženo na 18. červenec toho roku, kdy premiéra skutečně proběhla. V květnu 2018 byl představen trailer k filmu. V lednu 2019 byl film vydán na DVD a Blu-ray.